# Verbalmorphologie
Als Verbalmorphologie oder Verbmorphologie bezeichnet man die Morphologie des Verbs. Dazu gehören nicht nur die verschiedenen Formen eines Verbs, sondern auch aus Verben und Hilfsverben oder anderen Hilfswörtern zusammengesetzte Konstruktionen, wie z. B. die Negation.
Im Deutschen gehören zur Verbalmorphologie demzufolge nicht nur die Formen der Kongruenz (leg-e, leg-st, leg-t, leg-en etc.) oder andere grammatische Formen (leg-t-e, sah, war, ge-leg-t etc.), sondern auch die zusammengesetzten Zeitformen wie hast gelegt oder wird gelegt worden sein. Daneben kann man auch derivationelle, d. h. abgeleitete Wortformen zur Verbalmorphologie rechnen (z. B. be-leg-en, auf-leg-en, Ver-leg-er etc.).
Die typischen Kategorien der Verbalmorphologie sind Kongruenz, Tempus, Aspekt, Modus, infinite Formen wie Infinitiv und Partizipien, und valenzverändernde Formen. Daneben gibt es auch seltenere Kategorien wie den Ventiv.